# Hypoponera mina
Hypoponera mina es una especie de hormiga del género Hypoponera, subfamilia Ponerinae.